# Charles Butler
Charles Thomas "Tom" Butler, född 11 juni 1932, död 21 november 2019, var en amerikansk bobåkare.
Butler blev olympisk bronsmedaljör i fyrmansbob vid vinterspelen 1956 i Cortina d'Ampezzo.